# Фехтування на літніх Олімпійських іграх 1948
Олімпійський турнір з фехтування 1948 року пройшов у рамках XIV Олімпійських ігор у Лондоні, Велика Британія, з 30 липня по 13 серпня 1948 року.

## Медальний залік
| Місце | Країна          | Золото | Срібло | Бронза | Загалом |
| ----- | --------------- | ------ | ------ | ------ | ------- |
| 1     | Франція (FRA)   | 3      | 1      | 0      | 4       |
| 2     | Угорщина (HUN)  | 3      | 0      | 2      | 5       |
| 3     | Італія (ITA)    | 1      | 4      | 1      | 6       |
| 4     | Данія (DEN)     | 0      | 1      | 0      | 1       |
| 4     | Швейцарія (SUI) | 0      | 1      | 0      | 1       |
| 6     | Австрія (AUT)   | 0      | 0      | 1      | 1       |
| 6     | Бельгія (BEL)   | 0      | 0      | 1      | 1       |
| 6     | Швеція (SWE)    | 0      | 0      | 1      | 1       |
| 6     | США (USA)       | 0      | 0      | 1      | 1       |

## Медалісти
Чоловіки
| Змагання                  | Золото | Срібло | Бронза |
| ------------------------- | --- | --- | --- |
| Шпага, особиста першість  | Луіджі Кантоне · Італія (ITA)                                                                             | Освальд Заппеллі · Швейцарія (SUI)                                                                                               | Едоардо Манджаротті · Італія (ITA)                                                                                     |
| Шпага, командна першість  | Франція · Моріс Ю · Мішель Пеше · Марсель Деспре · Едуар Артіга · Анрі Герен · Анрі Лепаж                 | Італія · Луіджі Кантоне · Марко Антоніо Мандруццато · Карло Агостоні · Едоардо Манджаротті · Фіоренцо Маріні · Даріо Манджаротті | Швеція · Франк Сервелль · Карл Форсселл · Бенгт Юнгквіст · Свен Тофельт · Пер Карлесон · Арне Толльбом                 |
| Рапіра, особиста першість | Жеан Бюан · Франція (FRA)                                                                                 | Крістіан д'Оріола · Франція (FRA)                                                                                                | Лайош Маслаі · Угорщина (HUN)                                                                                          |
| Рапіра, командна першість | Франція · Адріен Роммель · Крістіан д'Оріола · Андре Бонін · Жак Латаст · Жеан Бюан · Рене Буньйоль       | Італія · Северіо Раньо · Ренцо Ностіні · Манліо Ді Роза · Джорджо Пелліні · Едоардо Манджаротті · Джуліано Ностіні               | Бельгія · Андре ван де Верве де Ворсселлаер · Пол Вальк · Раймон Брю · Жорж де Бургіньон · Анрі Патерностер · Едуар Ів |
| Шабля, особиста першість  | Аладар Геревич · Угорщина (HUN)                                                                           | Вінченцо Пінтон · Італія (ITA)                                                                                                   | Пал Ковач · Угорщина (HUN)                                                                                             |
| Шабля, командна першість  | Угорщина · Ласло Райчаньї · Берталан Папп · Аладар Геревич · Тібор Берчеллі · Рудольф Карпаті · Пал Ковач | Італія · Карло Туркато · Гастоне Даре · Вінченцо Пінтон · Мауро Ракка · Ренцо Ностіні · Альдо Монтано                            | США · Мігель де Капрілес · Норман Кон-Армітідж · Джордж Верт · Дін Сетруло · Джеймс Флінн · Тібор Нійлаш               |

Жінки
| Змагання                  | Золото                      | Срібло                      | Бронза                       |
| ------------------------- | --------------------------- | --------------------------- | ---------------------------- |
| Рапіра, особиста першість | Ілона Елек · Угорщина (HUN) | Карен Лахманн · Данія (DEN) | Еллен Мюллер · Австрія (AUT) |